# Mahera
Mahera (Afeganistão) é o pseudônimo de uma jovem médica ginecologista afegã que trabalhou num hospital de uma província do norte do país. Foi escolhida pela BBC como uma das 100 mulheres mais inspiradoras do mundo em 2021.
Trabalhou com sobreviventes da violência de gênero no Afeganistão. Depois do regresso dos talibãs ao poder, em 2021, viajou por vários distritos para ajudar pacientes que requeriam serviços ginecológicos.